# Koit Toome
Koit Toome (født 3. januar 1979) er en estisk sanger som repræsenterede Estland sammen med Laura ved Eurovision Song Contest 2017 med sangen "Verona". de opnåede en 14. plads i semifinale 2 og derfor kvalificerede de ikke til finalen. Også i 1998 repræsenterede Kot Toome Estland og fik dengang en 12. plads.